# Wartość przedmiotu sporu
Wartość przedmiotu sporu – w sprawach o roszczenia pieniężne – stanowi podana w pozwie kwota pieniężna (dotyczy to roszczeń pieniężnych, zgłoszonych nawet w zamian innego przedmiotu), natomiast w innych (aniżeli o roszczenia pieniężne) sprawach majątkowych, powód ma obowiązek oznaczyć w pozwie kwotą pieniężną wartość przedmiotu sporu. Wartość przedmiotu sporu podaje się w złotych (zaokrąglając w górę do pełnego złotego).
Sąd może sprawdzić podaną przez powoda wartość przedmiotu sporu. Zarządza wówczas w tym celu dochodzenie. Istotne jest, że po doręczeniu pozwu sprawdzenie wartości przedmiotu sporu nastąpić może wyłącznie na zarzut pozwanego, który musi zostać zgłoszony przed wdaniem się w spór co do istoty sprawy.
Gdy efektem sprawdzania wartości przedmiotu sporu będzie uznanie się przez sąd za niewłaściwy, wówczas sąd ten przekazuje sprawę sądowi właściwemu. Jeżeli kilka sądów okaże się właściwych, to sprawa zostanie przekazana temu sądowi, który zostanie wybrany przez powoda.
Do wartości przedmiotu sporu nie wlicza się odsetek, pożytków ani kosztów, które są dochodzone obok roszczenia głównego. Jeżeli natomiast powód dochodzi w jednym pozwie więcej niż jednego roszczenia, wówczas zlicza się ich wartość.